# Abe van den Ban
Abe van den Ban (Westzaan, 14 oktober 1946) is een Nederlands voormalig voetballer. Hij was vooral bekend door zijn imposante snor.

## Loopbaan
Van den Ban begon zijn voetballoopbaan bij ZFC uit Zaandam. Hij kwam in zijn jeugd niet voor een voetbalvereniging uit, maar speelde korfbal bij Roda Westzaan. Bij de Zaandammers, die in de jaren zestig van de twintigste eeuw nog professioneel actief waren in de tweede divisie, speelde hij eerst in de jeugd en al snel in het eerste team.
In 1970 maakte Van den Ban op 23-jarige leeftijd een overstap naar AZ'67. Bij AZ speelde Van den Ban vooral in het B-elftal of zat hij bij het eerste op de bank. Hij speelde elf competitiewedstrijden. In zijn tweede seizoen bij de Alkmaarse club kwam AZ uit in de eerste divisie. Haarlem en AZ'67 eindigden op de eerste twee plaatsen, die promotie naar de eredivisie betekenden. In 1972 werd Van den Ban naar FC Amsterdam getransfereerd.
Bij de Amsterdamse fusieclub FC Amsterdam veroverde Van den Ban direct een basisplaats en speelde tijdens zijn eerste seizoen in 32 van de 34 competitiewedstrijden mee. Hij zou vier seizoenen blijven en werd met FC Amsterdam in seizoen 1973/74 vijfde in de Eredivisie. Het seizoen daarop reikte hij met de club tot de kwartfinale van de UEFA Cup. In 1976 vertrok Van den Ban naar HFC Haarlem, nadat zijn basisplaats bij FC Amsterdam niet langer zeker was. In totaal had hij 82 competitiewedstrijden voor de Lieverdjes gespeeld en zes doelpunten gemaakt.

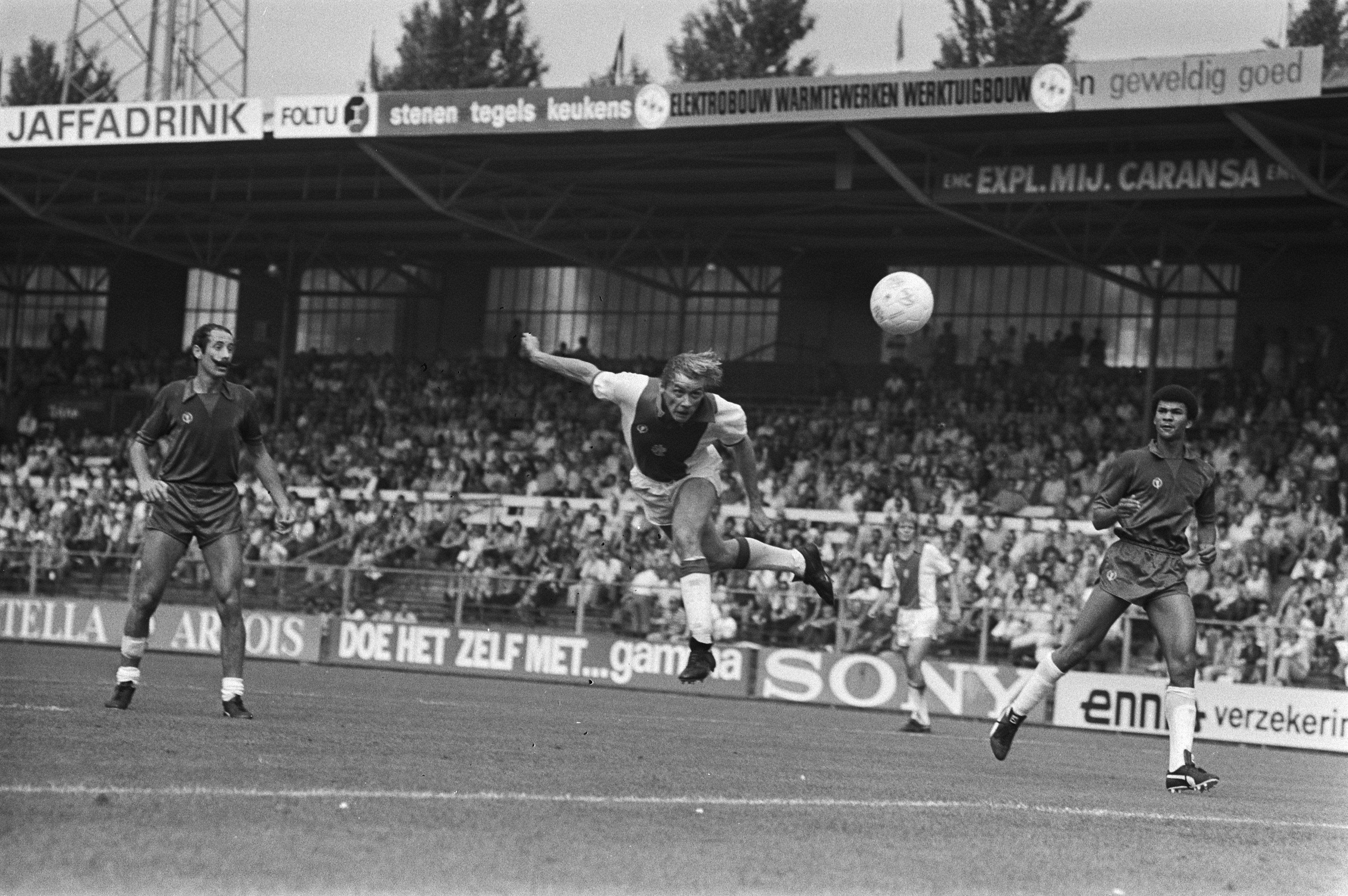
Van den Ban, Schoenaker en Gullit (1979)

In totaal vijf seizoenen zou Van den Ban voor HFC Haarlem spelen, waarin hij zich ontpopte als de motor op het middenveld. In zijn vierde seizoen bij deze ploeg degradeerde Haarlem. In seizoen 1980/81 werd Van den Ban met Haarlem kampioen van de Eerste divisie, de enige prijs die hij won als speler. In totaal speelde hij 152 wedstrijden voor de roodbroeken, waarin hij twee doelpunten scoorde. Van den Ban speelde onder trainer Barry Hughes samen met spelers als Martin Haar, Keith Masefield, Gerrie Kleton, Eef Melgers en Ruud Gullit.

## Maatschappelijke carrière
Na het voetbal ging hij in zaken en exploiteerde eerst een kapperszaak, daarna een café in IJmuiden en stortte zich vervolgens in het vastgoed. Hij woont anno 2012 in Wijk aan Zee, waar hij diverse appartementen verhuurt. In datzelfde Wijk aan Zee beheerde hij eerder zeven jaar lang een asielzoekerscentrum (AZC). Van den Ban verblijft regelmatig in Hongarije. Daarnaast bezit hij in Wormerveer een hotel-restaurant dat hij heeft verpacht.

## Trivia
- Op 21 juli 1973 was Abe van den Ban het middelpunt van een unieke gebeurtenis tijdens een wedstrijd om de Intertoto Cup tegen de Slowaakse voetbalclub FC Nitra. Van den Ban ergerde zich dermate aan de scheidsrechter, die een aantal grove overtredingen onbestraft liet, dat hij de gele kaart uit de man z'n borstzak trok en deze aan de man toonde. Het kwam Van den Ban op een rode kaart te staan.
- Door de Franse website Oldschool Panini werd de markante snor van Abe van den Ban in het voorjaar van 2012 uitgeroepen tot de mooiste snor in de voetbalwereld.